# Station Bleiburg
Station Bleiburg (Sloveens: Pliberk) is een spoorwegstation aan de Drautalspoorlijn in de tweetalige gemeente Bleiburg (Pliberk) (Oostenrijk-Karinthië).